# Hillerød

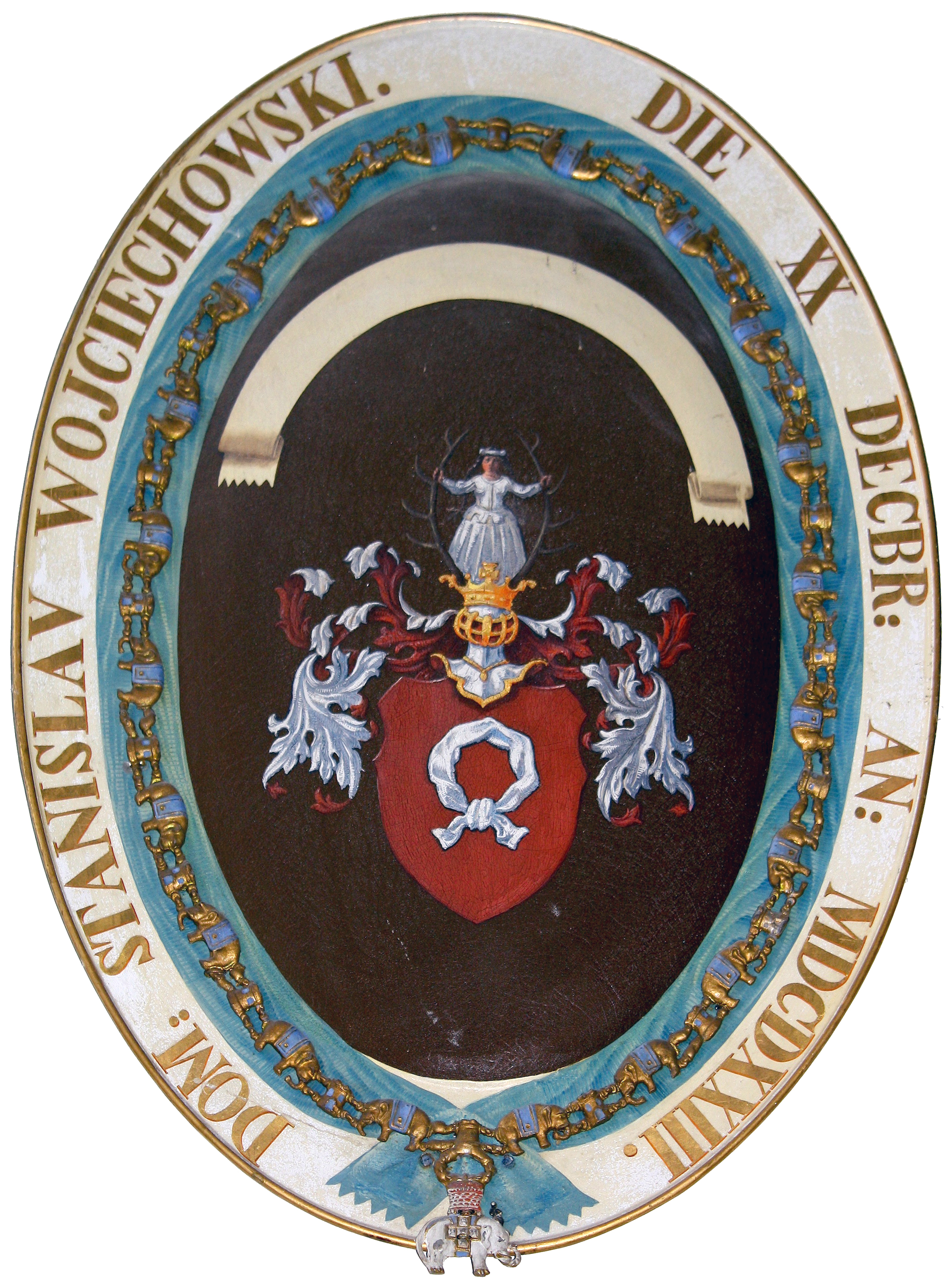
Tarcza herbowa prezydenta Stanisława Wojciechowskiego jako kawalera Orderu Słonia (1923) w kaplicy zamku Frederiksborg w Hillerød

Hillerød – miasto w Danii, siedziba gminy Hillerød i władz Regionu Stołecznego, znana przede wszystkim z zamku. 

## Geografia
Hillerød jest położony na północno-wschodnim krańcu Zelandii, ok. 38 km w kierunku północno-zachodnim od centrum Kopenhagi. Miasto leży nad niewielkim jeziorem Slotssø, kilka kilometrów na południowy zachód od jeziora Esrum Sø, będącego jednym z największych duńskich jezior.

## Historia
Pierwotnie miejscowość nazywała się Hylderødsholm (przekształcone na Hillerødsholm) i rozwinęła się wokół zamku, który od XVII w. stał się podmiejską rezydencją królów Danii. W 1560 Hillerødsholm stał się własnością króla Danii Fryderyka II. W księgach katastralnych z 1532 wymieniono 7 właścicieli gospodarstw w Hillerød. Miasteczko rozwinęło się jednak dopiero po tym, jak król Chrystian IV po roku 1600, przystąpił do budowy nowej rezydencji monarszej, obecnego zamku. Wymagało to wzniesienia wielu budynków w samym miasteczku dla personelu zatrudnionego przy budowie zamku. Ok. 1645 liczba mieszkańców Hillerød wynosiła ok. 560 osób. W 1633 powstała tutaj nowa szkoła łacińska, a w 1732 przyznano Hillerød prawa miasta handlowego. W 1658, podczas wojny duńsko-szwedzkiej, na zamku w Hillerød miało spotkanie królów Danii, Fryderyka III i Szwecji, Karola X Gustawa. W 1686 Hillerød otrzymał przywilej królewski na dwa jarmarki rocznie. Trzykrotnie, w latach 1692, 1733 i 1834, większość Hillerød spłonęła, co doskonale tłumaczy brak obiektów zabytkowych w samym mieście (poza zamkiem). Po wielkim pożarze w 1692, który strawił 46 domostw, wsparcia finansowego na odbudowę udzielił król Chrystian V. Ponowny pożar w 1733 strawił 72 budynki. Dwór królewski wsparł odbudowę miasteczka, lecz do rozwoju zniszczonego Hillerød najbardziej przyczyniło się tworzenie podstaw miejscowego przemysłu. W 1753 w miasteczku powstała manufaktura saletry i nastąpił rozwój handlu. Kolejny pożar w 1834 położył temu kres. Dopiero po uzyskaniu połączenia kolejowego z Kopenhagą w latach 60. XIX w. nastąpił ponowny rozwój miasta, a zniszczony pożogą Hillerød został, praktycznie biorąc, zbudowany od nowa. Wzniesiono szpital, zakłady mleczarskie, powstało wiele szkół, a w związku z rozwijającą się turystyką zaczęła tworzyć się baza hotelowa. Miasto otrzymało swoją pierwszą gazetę lokalną, Frederiksborg Amtstidende, w 1839. Od 1848 do pożaru w 1859 zamek w Hillerød był ulubionym miejscem pobytu króla Fryderyka VII. Dynamiczny rozwój handlu, przemysłu i szkolnictwa sprawił, iż Hillerød stał się ważnym ośrodkiem w tej części Zelandii, przyciągając nowych mieszkańców. W 1950 liczba ich wynosiła 10.023. W mieście znajduje się stacja kolejowa Hillerød, a od 1993 r. nowe centrum handlowe. W 1995 w kościele zamku Frederiksborg miał miejsce ślub księcia Joachima i Aleksandry Manley.

## Zabytki
Zamek Frederiksborg (Frederiksborg Slot), renesansowa siedziba królów Danii znajdująca się na trzech małych wyspach pośrodku jeziora. Posesja została nabyta w 1560 przez króla Fryderyka II, który rozpoczął budowę nazwanego swoim imieniem zamku na jeziorze. Większość zamku została jednak zbudowana na początku XVII w. przez Chrystiana IV w stylu renesansu niderlandzkiego i odtąd zamek służył jako podmiejska rezydencja królewska. W kościele zamkowym odbyły się koronacje następujących królów i królowych Danii:
- 1671: Chrystian V i Karolina Amelia heska
- 1700: Fryderyk IV i Ludwika meklemburska
- 1721: Anna Zofia Reventlow, żona Fryderyka IV
- 1731: Chrystian VI i Zofia Magdalena brandenburska
- 1747: Fryderyk V i Ludwika hanowerska
- 1752: Juliana Maria brunszwicka, żona Fryderyka V
- 1815: Fryderyk VI i Maria heska
- 1840: Chrystian VIII i Karolina Amelia holsztyńska (ostatnia koronacja w historii Danii).

Zamek spłonął w 1859, ale został odbudowany i od 1878 funkcjonuje jako Muzeum Narodowo-Historyczne (Nationalhistoriske Museum) posiadające bogatą kolekcję portretów królów i królowych Danii oraz inne eksponaty związane z historią panujących i królestwa. 
Muzeum Pieniądza (Pengehistorisk Museum).
Północnozelandzkie Muzeum Ludowe (Nordsjællandsk Folkemuseum) - lokalne muzeum historyczne, utworzone w 1925.

## Turystyka
Zamek królewski Frederiksborg jest głównym celem przyjazdów licznych turystów duńskich i zagranicznych do Hillerød i w związku z nim miasto, mimo że właściwie nie posiada innych atrakcji turystycznych, znajduje się w programie większości turystów zagranicznych odwiedzających Danię. Miasto jest położone w pobliżu Kopenhagi, z którą posiada dogodne połączenie koleją podmiejską (linia B), co zachęca wielu odwiedzających duńską stolicę również do wizyty i tutaj.

## Herb Hillerød
Herb miasta powstał w 1787, ale zatwierdzony oficjalnie został dopiero w 1938. Jego symbolika jest ściśle związana z historią miasta. W polu srebrnym (w praktyce używa się koloru białego) przedstawia na zielonej wysepce pośród błękitnych wód zielony krzew (w praktyce drzewo) z białymi kwiatami czarnego bzu. Symbolika ta nawiązuje do majątku Hylderødsholm (Wyspa Czarnego Bzu), który stał się własnością królów Danii i obejmował m.in. wyspy na jeziorze, na których zbudowali oni istniejący do dziś zamek. Wokół zamku powstało później miasto. Wyspy na jeziorze były niegdyś porośnięte czarnym bzem, co znalazło plastyczne odbicie w herbie miasta.

## Miasta partnerskie
- Gödöllő
- Horten
- Karlskrona
- Loviisa
- Ólafsfjörður
- Starogard Gdański